# Salud LGBT
Los temas LGBT en medicina son los que se relacionan con las cuestiones de salud de las personas lesbianas, gays, bisexuales y transgénero y su acceso a los servicios de salud. Según la asociación de  Profesionales de la salud que promueven la igualdad LGBTQ  de los Estados Unidos (GLMA, por sus siglas en inglés), además del VIH/SIDA, los problemas relacionados con la salud LGBT incluyen cáncer de mama y cuello uterino, hepatitis, salud mental, abuso de sustancias, consumo de tabaco, depresión, acceso a la atención para personas transgénero, problemas en cuanto al reconocimiento del matrimonio y la familia, la terapia de conversión, la legislación sobre cláusulas de rechazo y las leyes que tienen la intención de "inmunizar a los profesionales de la salud de la responsabilidad por discriminar a las personas a quienes desaprueban".
Los estudios muestran que las personas LGBT experimentan problemas de salud y barreras relacionadas con su orientación sexual y/o identidad o expresión de género. Muchos evitan o retrasan la atención o reciben atención inadecuada o inferior debido a la homofobia o transfobia percibida o real y la discriminación por parte de proveedores e instituciones de atención médica; en otras palabras, experiencia personal negativa, la suposición o expectativa de experiencia negativa basada en el conocimiento de la historia de tal experiencia en otras personas LGBT, o ambas.
A menudo se señala que la razón de esto es el heterosexismo en la atención médica y la investigación: 

"El heterosexismo puede tener un propósito (disminución de fondos o apoyo para proyectos de investigación que se centran en la orientación sexual) o inconsciente (preguntas demográficas en los formularios de admisión que le piden al encuestado que se califique a sí mismo como casado, divorciado o soltero). Estas formas de discriminación limitan la investigación médica y afectan negativamente la atención médica de las personas LGB. Esta disparidad es particularmente extrema para las lesbianas (en comparación con los hombres homosexuales) porque tienen un estatus de doble minoría y experimentan opresión por ser tanto mujeres como homosexuales".

 Especialmente las pacientes lesbianas, pueden ser discriminadas de tres maneras: 
1. Actitudes homofóbicas
2. Juicios y conductas heterosexistas
3. Sexismo general: se centra principalmente en los problemas y servicios de salud masculina; asignación de roles de salud subordinados a los de los hombres para las mujeres, como para los proveedores de servicios y los usuarios de servicios.[4]

## Cuestiones de salud en las personas LGBT en general
La investigación del Reino Unido indica que parece haber evidencia limitada disponible para sacar conclusiones generales sobre la salud de lesbianas, gays, bisexuales y transgénero porque los estudios epidemiológicos no han incorporado la sexualidad como un factor en la recopilación de datos. La revisión de las investigaciones realizadas sugiere que no hay diferencias en términos de problemas de salud importantes entre las personas LGBT y la población en general, aunque las personas LGBT generalmente parecen experimentar una peor salud, y no hay información sobre enfermedades comunes y graves, cánceres o enfermedades prolongadas. La salud mental parece ser peor entre las personas LGBT que entre la población general, con depresión, ansiedad e ideas suicidas que son de 2 a 3 veces más comunes que en la población general. Parece haber tasas más altas de trastorno alimentario y autolesiones, pero niveles similares de obesidad y violencia doméstica que en la población general; la falta de ejercicio y el tabaquismo parecen ser más significativos y el consumo de drogas es mayor, mientras que el consumo de alcohol es similar al de la población general. Los ovarios poliquísticos y la infertilidad se identificaron como más comunes entre las lesbianas que en las mujeres heterosexuales. La investigación indica barreras notables entre los pacientes LGB y los profesionales de la salud, y las razones sugeridas son la homofobia, los supuestos de heterosexualidad, la falta de conocimiento, la incomprensión y la precaución excesiva; también se identificaron barreras institucionales, debido a la heterosexualidad supuesta, derivaciones inapropiadas, falta de confidencialidad del paciente, discontinuidad de la atención, ausencia de atención médica específica LGBT, falta de capacitación psico-sexual relevante.  Alrededor del 30 por ciento de todos los suicidios completados se han relacionado con crisis de identidad sexual. Los estudiantes que también entran en los grupos de identidad gay, bisexual, lesbiana o transgénero informan que tienen cinco veces más probabilidades de faltar a la escuela porque se sienten inseguros después de ser intimidados debido a su orientación sexual.
Las investigaciones señalan que los problemas encontrados desde una edad temprana, como el acoso escolar, agresión y discriminación de las que son objeto las personas LGBT, contribuyen significativamente a la depresión, el suicidio y otros problemas de salud mental en la edad adulta. La investigación social sugiere que las personas LGBT experimentan prácticas discriminatorias al acceder a la atención médica.
Una forma en que las personas LGB han intentado lidiar con la atención médica discriminatoria es buscando proveedores de atención médica "amigables con los homosexuales".

## Causas de las disparidades de salud LGBT
Algunas causas de falta de acceso a la atención médica entre las personas LGBT son: discriminación percibida o real, desigualdad en el trabajo y los sectores de seguros de salud, y la falta de atención competente debido a la insignificante capacitación en salud LGBT en las escuelas de medicina. Los profesionales de la salud que tienen poco o ningún conocimiento sobre la comunidad LGBT pueden proveer una atención médica deficiente o disminuida a estas familias. "Fundamentalmente, las necesidades de atención médica distintivas de las mujeres lesbianas pasan desapercibidas, se consideran poco importantes o simplemente se ignoran" (DeBold, 2007; Weisz, 2009). Esta cita es del artículo Madres marginadas: mujeres lesbianas que negocian servicios de salud heteronormativos, lo que habla sobre cómo las retóricas heteronormativas afectan la forma en que se ven las parejas de lesbianas. Puntos de vista como estos conducen a la creencia de que la capacitación en atención médica puede excluir el tema relacionado con la atención médica de personas LGBT y hacer que ciertos miembros de la comunidad LGBT sientan que pueden estar exentos de la atención médica sin consecuencias en su cuerpo. Un problema inicial es la relativa falta de datos oficiales sobre identidad de género que los responsables de las políticas de salud podrían utilizar para planificar, costear, implementar y evaluar políticas y programas de salud para mejorar la salud de la población transgénero.

## Salud LGBT y redes de apoyo social
Los niveles de salud de las personas LGBT están fuertemente influenciados por las redes de apoyo social, los pares y la familia. Un ejemplo de una red de apoyo ahora disponible para algunos jóvenes LGBT incluye las Alianzas Gay-Heterosexuales (GSA, por sus siglas en inglés), que son clubes que trabajan para mejorar el clima para los jóvenes LGBT en las escuelas y educan a los estudiantes y al personal sobre los problemas que enfrenta la comunidad LGBT. Para investigar los efectos de los GSA en los jóvenes LGBT, 149 estudiantes universitarios que se autoidentificaron como LGBT completaron una encuesta que evaluó el clima de su escuela secundaria para los jóvenes LGBT y sus niveles actuales de salud y dependencia del alcohol. Aquellos participantes que tenían un GSA en su escuela secundaria (juventud GSA+) informaron un mayor sentido de pertenencia, menos persecución en la escuela debido a su orientación sexual, resultados más favorables relacionados con sus comportamientos de consumo de alcohol y mayores resultados positivos relacionados con la depresión y angustia psicológica general en comparación con aquellos sin una GSA (juventud GSA-). Entre otras variables que contribuyeron a estos resultados, la gran mayoría de las escuelas que tenían un GSA estaban ubicadas en áreas urbanas y suburbanas que tienden a ser más seguras y aceptan más a las personas LGBT en general.
Las redes de apoyo familiar y social también se relacionan con las trayectorias de salud mental entre los jóvenes LGBT. El rechazo familiar a un joven que "sale del armario" a veces resulta en niveles bajos de salud. Según un estudio, los jóvenes LGB que experimentan rechazo familiar tienen 8.4 veces más probabilidades de intentar suicidarse, 5.9 veces más probabilidades de experimentar niveles elevados de depresión y 3.4 veces más probabilidades de usar drogas ilegales que aquellos jóvenes LGB que son aceptados por miembros de la familia. El rechazo familiar a veces lleva a los jóvenes a huir de su hogar o a ser expulsados de su hogar, lo que se relaciona con la alta tasa de falta de vivienda que experimentan los jóvenes LGBT. A su vez, la falta de vivienda se relaciona con una serie de resultados adversos para la salud que a veces se derivan de las elevadas tasas de participación de los jóvenes LGBT sin hogar en la prostitución y el sexo de supervivencia.
Un estudio longitudinal de 248 jóvenes en 5.5 años encontró que los jóvenes LGBT que tienen un fuerte apoyo familiar y de pares experimentan menos angustia en todos los puntos de tiempo comparados con aquellos que tienen un apoyo familiar y de pares uniformemente bajo. Con el tiempo, la angustia psicológica experimentada por los jóvenes LGBT disminuyó, independientemente de la cantidad de apoyo familiar y de pares que recibieron durante la adolescencia. No obstante, la disminución de la angustia fue mayor para los jóvenes con poco apoyo de familiares y pares que para aquellos participantes con un nivel alto de apoyo. A los 17 años, aquellos que carecían de apoyo familiar pero tenían un nivel alto de apoyo de sus pares exhibieron los niveles más altos de angustia, pero este nivel de angustia se redujo a casi el mismo nivel que aquellos que informaron altos niveles de apoyo en unos pocos años. Aquellos jóvenes LGBT sin apoyo familiar pero con un fuerte apoyo de sus pares informaron un aumento en el apoyo familiar a lo largo de los años a pesar de haber reportado el apoyo familiar más bajo a la edad de 17 años.
Del mismo modo, otro estudio de 232 jóvenes LGBT entre las edades de 16 a 20 años encontró que aquellos con un nivel bajo de apoyo familiar y social informaron tasas más altas de desesperanza, soledad, depresión, ansiedad, somatización, tendencias suicidas, gravedad global y síntomas de trastorno depresivo mayor (MDD, por sus siglas en inglés) que aquellos que recibieron un fuerte apoyo familiar y no familiar. En contraste, aquellos que únicamente recibieron apoyo no familiar informaron peores resultados para todos los resultados medidos de salud, excepto para la ansiedad y la desesperanza, para lo cual no hubo diferencia.
Algunos estudios han encontrado resultados de salud mental más pobres para las personas bisexuales que en los hombres homosexuales y las lesbianas, lo que se ha atribuido en cierta medida a la falta de aceptación y validación de esta comunidad tanto dentro como fuera de la comunidad LGBT. Un estudio cualitativo entrevistó a 55 personas bisexuales para identificar razones comunes de mayores tasas de problemas de salud mental. Los testimonios se recopilaron y organizaron en factores de nivel macro (estructura social), nivel meso (interpersonal) y micro nivel (individual). A nivel de la estructura social, los bisexuales notaron que constantemente se les pedía que explicaran y justificaran su orientación sexual, y que experimentaban bifobia y monosexismo de individuos tanto dentro como fuera de la comunidad LGBT. Muchos también declararon que su identidad fue degradada repetidamente por otros, y los demás los veían como promiscuos e hipersexuales. Durante las citas con otras personas que no se identificaron como bisexuales, algunos percibieron ser atacados y rechazados únicamente por su orientación sexual. Una participante bisexual femenina declaró que al ir a una cita con una mujer lesbiana, “... ella era muy anti-bisexual. Ella dijo: 'Estás sentada en la cerca. Elije, eres gay o heterosexual'”(pág. 498). De manera similar, los miembros de su familia cuestionaron y criticaron su identidad. Un participante recordó que su hermana declaró que preferiría que su hermano fuera gay en lugar de "... esta persona guarra que simplemente duerme con todos" (pág. 498). A nivel personal, muchos bisexuales luchan por aceptarse a sí mismos debido a las actitudes y creencias sociales negativas de la sociedad sobre la bisexualidad. Para abordar los problemas de autoaceptación, los participantes recomendaron adoptar la espiritualidad, el ejercicio, las artes y otras actividades que promueven la salud emocional.

## Cuestiones que afectan a las mujeres lesbianas

### Cáncer de mama
Según Katherine A. O'Hanlan, las lesbianas "tienen la concentración más rica de factores de riesgo para el cáncer de mama [de cualquier] subconjunto de mujeres en el mundo". Además, muchas lesbianas no se hacen mamografías de rutina, se autoexaminan los senos, ni se hacen exámenes clínicos de los senos.
También hay documentos de política del gobierno del Reino Unido y de los EE. UU. que declararon que podría haber tasas más altas de cáncer de mama entre las mujeres lesbianas y bisexuales a pesar de la evidencia insuficiente. En un informe de 2009 que realizó el Grupo Parlamentario de Todos los Partidos del Reino Unido para el Cáncer sobre la investigación de las desigualdades en el cáncer, se afirmó que "las lesbianas pueden tener un mayor riesgo de cáncer de mama".

### Cáncer de cuello uterino
La falta de pruebas de detección de cáncer de cuello uterino es uno de los factores de riesgo más obvios y más prevenibles para las lesbianas en el desarrollo de cáncer de cuello uterino invasivo en etapa tardía.

### Depresión y ansiedad
Se cree que las lesbianas tienen una tasa mayor de depresión y ansiedad que la población general por razones similares.

### Violencia doméstica
Se informa que la violencia doméstica ocurre en aproximadamente el 11 por ciento de los hogares de lesbianas. Si bien esta tasa es aproximadamente la mitad de la tasa del 20 por ciento informada por las mujeres heterosexuales, las lesbianas a menudo tienen menos recursos disponibles para refugio y asesoramiento.

### Condición física
La investigación muestra que, en promedio, las lesbianas tienen un índice de masa corporal más alto que las mujeres heterosexuales.

### Obesidad
Las mujeres lesbianas y bisexuales tienen más probabilidades de tener sobrepeso u obesidad.

### Abuso de sustancias
Las lesbianas a menudo tienen altas tasas de consumo de sustancias, incluidas drogas recreativas, alcohol y tabaco. Los estudios han demostrado que las mujeres lesbianas y bisexuales tienen un 200% más de probabilidades de fumar tabaco que otras mujeres.

### Heterosexismo
Las lesbianas que les dicen a sus proveedores de atención médica que son sexualmente activas informan haber sido presionadas para obtener un método anticonceptivo, ya que el proveedor a menudo relaciona la actividad sexual femenina con la posibilidad de embarazo.

## Cuestiones que afectan a los hombres homosexuales

### Virus del papiloma humano
El virus del papiloma humano, que causa verrugas anales y genitales, desempeña un papel en el aumento de las tasas de cánceres anales en hombres homosexuales, y algunos profesionales de la salud ahora recomiendan la detección de rutina con pruebas de Papanicolaou anal para detectar cánceres tempranos. Los hombres tienen mayor prevalencia de VPH oral que las mujeres. La infección oral por VPH se asocia con cáncer de orofaringe positivo para VPH . 

### Depresión, ansiedad y suicidio
Los estudios de Cochran et al. (2003) y Mills et al. (2004), entre otros, sugieren que los hombres homosexuales tienen una tasa mayor de depresión y ansiedad que la población general.
Según GLMA, "el problema puede ser más grave para aquellos hombres que permanecen en el armario o que no cuentan con el apoyo social adecuado. Los adolescentes y los adultos jóvenes pueden tener un riesgo particularmente alto de suicidio debido a estas preocupaciones. Los servicios de salud mental culturalmente sensibles dirigidos específicamente a hombres homosexuales pueden ser más efectivos en la prevención, detección temprana y tratamiento de estas afecciones ". Investigadores de la Universidad de California en San Francisco descubrieron que los principales factores de riesgo para la depresión en hombres homosexuales y bisexuales incluyen una experiencia reciente de amenazas o violencia anti-gay, no identificarse como homosexual o sentirse alienado de la comunidad gay.
Los resultados de una encuesta realizada por Stonewall Scotland publicada a principios de 2012 encontraron que el 3% de los hombres homosexuales habían intentado suicidarse en el último año. A pesar del progreso en los derechos LGBT a nivel mundial, los hombres homosexuales continúan experimentando altas tasas de soledad y depresión después de salir del armario.

### Trastornos alimenticios e imagen corporal.
Los hombres homosexuales son más propensos que los hombres heterosexuales a sufrir trastornos alimenticios como la bulimia o la anorexia nerviosa . La causa de esta correlación sigue siendo poco conocida, pero se supone que está relacionada con los ideales de la imagen corporal prevalentes en la comunidad LGBT. La obesidad, por otro lado, afecta relativamente a menos hombres homosexuales y bisexuales que a hombres heterosexuales.

### Hepatitis
Los hombres que tienen sexo con hombres (HSH) poseen un mayor riesgo de contraer hepatitis viral, y se recomienda la inmunización contra la hepatitis A y la hepatitis B para todos los hombres que tienen relaciones sexuales con hombres. El sexo seguro es actualmente el único medio de prevención para la hepatitis C.

### Infecciones de transmisión sexual
El primer nombre propuesto para lo que ahora se conoce como SIDA fue la inmunodeficiencia relacionada con los homosexuales, o GRID (por sus siglas en inglés). Este nombre se propuso en 1982, después de que los científicos de salud pública notaron grupos de sarcoma de Kaposi y neumonía por Pneumocystis entre hombres homosexuales en California y la Ciudad de Nueva York.
Los hombres que tienen sexo con hombres tienen más probabilidades de contraer VIH en el Occidente moderno, Japón, India, y Taiwán, y en otros países desarrollados que en la población general. Se estima que el 62% de los hombres estadounidenses adultos y adolescentes que viven con VIH/SIDA lo contrajeron por contacto sexual con otros hombres. El estigma relacionado con el VIH se asocia de manera consistente y significativa con una peor salud física y mental en las personas que viven con VIH.
El Centro para el Control y la Prevención de Enfermedades de EE. UU. Recomienda la detección anual de sífilis, gonorrea, VIH y clamidia para hombres que tienen sexo con hombres.
En los Estados Unidos los HSH tienen 60 veces más probabilidades de contraer VIH que la población general. Los hombres homosexuales negros tienen un mayor riesgo de contraer VIH y otras ITS que los hombres homosexuales blancos. Sin embargo, las tasas que ellos reportan de relaciones sexuales anales sin protección son similares a las de los HSH de otras etnias.

### Abuso de sustancias
David McDowell, de la Universidad de Columbia, que estudió el abuso de sustancias en hombres homosexuales, escribió que las drogas de club son particularmente populares en bares gay y fiestas en circuitos. Los estudios han encontrado resultados diferentes sobre la frecuencia del consumo de tabaco entre los hombres homosexuales y bisexuales en comparación con la de los hombres heterosexuales, y un estudio encontró una tasa 50% más alta entre los hombres de minorías sexuales, mientras que otro no encontró diferencias entre las orientaciones sexuales.

## Cuestiones que afectan a las personas bisexuales
Por lo general, las personas bisexuales y su salud y bienestar no se estudian independientemente de las personas lesbianas y gays. Por lo tanto, existe una investigación limitada sobre los problemas de salud que afectan a las personas bisexuales. Sin embargo, la investigación que se ha realizado ha encontrado notables disparidades entre bisexuales y heterosexuales, e incluso entre bisexuales y homosexuales. 
Es importante tener en cuenta que la mayoría de las personas bisexuales están bien adaptadas y sanas, a pesar de tener mayores instancias de problemas de salud que la población heterosexual.

### Imagen corporal y trastornos alimenticios
Los jóvenes que informaron haber tenido relaciones sexuales tanto con hombres como con mujeres corren el mayor riesgo de sufrir desórdenes alimenticios, prácticas de control de peso poco saludables en comparación con los jóvenes que solo tienen relaciones homosexuales o heterosexuales. Las mujeres bisexuales tienen el doble de probabilidades que las lesbianas de tener un trastorno alimentario y, si están fuera del clóset, tienen el doble de probabilidades que las mujeres heterosexuales de tener un trastorno alimentario.

### Salud mental y suicidio
Las mujeres bisexuales tienen mayor intención suicida, dificultades de salud mental y tratamiento de salud mental que los hombres bisexuales. En una encuesta realizada por Stonewall Scotland, el 7% de los hombres bisexuales habían intentado suicidarse en el último año. Las mujeres bisexuales tienen el doble de probabilidades que las mujeres heterosexuales de informar ideas suicidas si han revelado su orientación sexual a la mayoría de las personas en sus vidas; las que no lo hacen público son tres veces más propensas. Las personas bisexuales tienen una mayor prevalencia de ideas e intentos suicidas que las personas heterosexuales, y un comportamiento más autodestructivo que los hombres homosexuales y las lesbianas. Una encuesta de 2011 encontró que el 44 por ciento de los estudiantes bisexuales de secundaria y preparatoria habían pensado en el suicidio en el último mes.

### Abuso de sustancias
Las adolescentes que informan tener relaciones con parejas del mismo sexo y del otro sexo tienen tasas más altas de abuso de alcohol y abuso de sustancias. Esto incluye tasas más altas de marihuana y otras drogas ilícitas. Las mujeres que se identifican a ellas mismas y que se comportan como bisexuales son más propensas a fumar cigarrillos y a consumir drogas en la adolescencia que las mujeres heterosexuales.

### Cáncer
Las mujeres bisexuales son más propensas a ser nulíparas, con sobrepeso y obesas, tienen mayores tasas de tabaquismo y consumo de alcohol que las mujeres heterosexuales, todos factores de riesgo para el cáncer de mama. Los hombres bisexuales que practican el coito anal receptivo tienen un mayor riesgo de cáncer anal causado por el virus del papiloma humano (VPH).

### VIH/SIDA y salud sexual
La mayoría de las investigaciones sobre VIH/SIDA se centran en hombres homosexuales y bisexuales que en mujeres lesbianas y bisexuales. La evidencia de conducta sexual de riesgo en hombres con conducta bisexual ha sido conflictiva. Se ha demostrado que los hombres bisexualmente activos son tan propensos como los hombres homosexuales o heterosexuales a usar condones. Los hombres que tienen relaciones sexuales con hombres y mujeres son menos propensos que los hombres de comportamiento homosexual a ser VIH positivos o a tener sexo anal receptivo sin protección, pero tienen más probabilidades de ser VIH positivos que los hombres de comportamiento heterosexual. Aunque no hay casos confirmados de VIH transmitidos de mujer a mujer, las mujeres que tienen relaciones sexuales con hombres y mujeres tienen tasas más altas de VIH que las mujeres homosexuales o heterosexuales.
En un estudio nacional realizado en 2011 en los Estados Unidos, el 46.1% de las mujeres bisexuales reportaron haber sufrido violaciones, en comparación con el 13.1% de las lesbianas y el 17.4% de las mujeres heterosexuales, un factor de riesgo para contraer VIH. 

## Atención médica durante el embarazo para mujeres lesbianas
Se han realizado varios estudios que analizan las experiencias de atención médica de mujeres lesbianas embarazadas. Larsson y Dykes realizaron un estudio en 2009 sobre madres lesbianas en Suecia. Los participantes querían que sus proveedores de atención médica confirmaran y reconocieran a ambas madres, no solo a la madre biológica. También querían que sus proveedores de atención médica hicieran preguntas sobre sus "estilos de vida" para demostrar su apertura sobre la sexualidad. La mayoría de las mujeres en el estudio comentaron que tenían buenas experiencias con la atención médica. Sin embargo, la educación del parto tendió a centrarse en la dinámica de la madre y el padre. Las formas que también se usaron tendían a ser heterosexistas, solo permitiendo identidades de madre y padre. Para dar cuenta de estas diferencias, Singer creó un documento sobre cómo mejorar la atención prenatal de las mujeres lesbianas en los Estados Unidos. Encontró que la curiosidad sobre la sexualidad de un paciente puede convertirse en el tema principal en una cita, a veces colocando al paciente en una situación en la que terminan educando al proveedor. Singer recomendó que los proveedores de atención médica sean más inclusivos en sus debates iniciales diciendo "Así que cuénteme la historia de cómo quedó embarazada". Los proveedores de atención médica deberían, según Singer, usar un lenguaje inclusivo que pueda usarse para todo tipo de pacientes. Los proveedores de atención médica tampoco sabían cuánto cuesta la atención de la salud reproductiva para las parejas de lesbianas y deben reconocer abiertamente esta cuestión con sus pacientes lesbianas. Pharris, Bucchio, Dotson y Davidson también proporcionaron sugerencias sobre cómo apoyar a las parejas de lesbianas durante el embarazo, por ejemplo, que los educadores de parto eviten suponer que los padres son parejas heterosexuales. Recomiendan usar un lenguaje neutral cuando discutan las preferencias de los padres. Los formularios, las solicitudes y otra información distribuida deberían incluir a las madres lesbianas. Sugieren usar términos como "madre no biológica, co-madre, madre social, otra madre y segunda madre". Preguntar a las madres también fue una forma sugerida de averiguar qué término se debería usar. Las madres también pueden necesitar ayuda para navegar los sistemas legales en el área.
Las matronas (esposas) y las doulas han atendido a mujeres lesbianas y parejas embarazadas. En un artículo en Rewire News, se discutió cómo las comadronas y las doulas están tratando de mejorar la atención general de las parejas de lesbianas mediante una capacitación específica basada en la atención a estas parejas y en procesos inclusivos. En un estudio de mujeres lesbianas y bisexuales en Canadá sobre el uso de servicios de salud, los investigadores Ross, Steele y Epstein descubrieron que a las mujeres en el estudio les encantaba trabajar con doulas y parteras. Las parteras fueron consideradas partidarias de ayuda con otros proveedores de atención médica que encontraron. Las parteras también discuten sus perspectivas. Röndahl, Bruhner y Lindhe realizaron un estudio en 2009 sobre las experiencias de embarazo lésbico de mujeres en Noruega. Descubrieron que las comadronas eran las responsables de crear un espacio para discutir la sexualidad. Sin embargo, las parteras del estudio consideraron que no contaban con las herramientas de comunicación adecuadas para crear este espacio. Además, los investigadores encontraron que las parejas de lesbianas eran vistas como diferentes en comparación con las parejas heterosexuales. Las compañeras tienen un sentido de amor y amistad. Sus diferencias también se observaron al tratar de encontrar los roles de las co-madres lesbianas (madres no biológicas), ya que el lenguaje y las preguntas formuladas no se ajustaban a sus roles. Finalmente, los investigadores descubrieron que tenía que haber un equilibrio entre hacer preguntas y ser demasiado asertivo. Las parteras podrían hacer preguntas sobre la sexualidad de los pacientes, pero hacer demasiadas preguntas causó molestias en los pacientes.

## Cuestiones de salud de las personas transgénero

### Acceso a la atención médica
Los estándares de atención de la Asociación Mundial de Profesionales para la Salud Transgénero (WPATH, por sus siglas en inglés) brindan un conjunto de pautas clínicas no vinculantes para los profesionales de la salud que tratan a pacientes transgénero. Los Principios de Yogyakarta, una propuesta global de derechos humanos, afirma en el Principio 17 que "los Estados (g) facilitarán el acceso de aquellos que buscan modificaciones corporales relacionadas con la reasignación de género a tratamiento, atención y apoyo competentes y no discriminatorios.
Las personas transgénero a menudo son reacias a buscar atención médica o los proveedores les niegan el acceso debido a la transfobia/homofobia o la falta de conocimiento o experiencia con la salud transgénero. Además, en algunas jurisdicciones, la atención médica relacionada con problemas transgénero, especialmente la terapia de reasignación de sexo, no está cubierta por el seguro médico.
En el Reino Unido, el Servicio nacional de Salud (NHS) está legalmente obligado a proporcionar tratamiento para la disforia de género. A partir de 2018, Gales deriva a los pacientes a la Clínica de Identidad de Género (GIC) en Londres, pero el gobierno galés planea abrir una clínica de identidad de género en Cardiff.
En la India, un informe de 2004 afirmó que los hijras "enfrentan discriminación de varias maneras" en el sistema de atención de salud de la India, y la cirugía de reasignación sexual no está disponible en los hospitales del gobierno en la India.
En Bangladés, las instalaciones de salud sensibles a la cultura hijra son prácticamente inexistentes, según un informe sobre la exclusión social hijra.

### Cáncer
Los cánceres relacionados con el uso de hormonas incluyen el cáncer de mama y el cáncer de hígado. Además, los hombres trans que no se han extirpado el útero, los ovarios o los senos siguen en riesgo de desarrollar cáncer de estos órganos, pero mujeres trans siguen en riesgo de padecer cáncer de próstata.

### Salud mental
Según la defensora transgénero Rebecca A. Allison, las personas trans son "particularmente propensas" a la depresión y la ansiedad: "Además de la pérdida de familiares y amigos, se enfrentan al estrés laboral y al riesgo de desempleo. Las personas trans que no han hecho la transición y permanecen en su género de nacimiento son muy propensas a la depresión y la ansiedad. El suicidio es un riesgo, tanto antes de la transición como después. Uno de los aspectos más importantes de la relación de terapia transgénero es el manejo de la depresión y/o ansiedad". La depresión se correlaciona significativamente con la discriminación experimentada. En un estudio de mujeres trans de San Francisco, el 62% informó depresión. En un estudio de 2003 de 1093 hombres trans y mujeres trans, hubo una prevalencia del 44,1% para la depresión clínica y del 33,2% para la ansiedad.
Los intentos de suicidio son comunes en personas transgénero. En algunas poblaciones transgénero, la mayoría ha intentado suicidarse al menos una vez. El 41% de los encuestados de la Encuesta Nacional de Discriminación Transgénero informó haber intentado suicidarse. Esta estadística fue aún mayor para ciertas poblaciones, por ejemplo, el 56% de los encuestados transgénero de Indios Americanos y Nativos de Alaska habían intentado suicidarse. En contraste, el 1.6% de la población estadounidense ha intentado suicidarse. En la muestra, todos los grupos étnicos minoritarios (Asiáticos, Latinos, Negros, Indios Americanos y mestizos) tuvieron una mayor prevalencia de intentos de suicidio que los blancos. El número de intentos de suicidio también se correlacionó con los desafíos de la vida: el 64% de los encuestados que habían sido agredidos sexualmente habían intentado suicidarse. El 76% que había sido agredido por maestros u otro personal escolar lo había intentado.
En 2012, la Alianza Transgénero Escocesa realizó el Estudio de Salud Mental Trans. El 74% de los encuestados que habían realizado la transición informaron una mejor salud mental después de la transición. El 53% se autolesionó en algún momento y el 11% se autolesionó en la actualidad. El 55% había sido diagnosticado o tenía un diagnóstico actual de depresión. Un 33% adicional creían que actualmente tenían depresión, o que lo habían hecho en el pasado, pero que no habían sido diagnosticados. El 5% tenía un diagnóstico de trastorno alimentario actual o pasado. El 19% creía que había sufrido un trastorno alimentario o que actualmente tenía uno, pero que no había sido diagnosticado. El 84% de la muestra había experimentado ideación suicida y el 48% había intentado suicidarse. El 3% había intentado suicidarse más de 10 veces. El 63% de los encuestados que hicieron la transición pensaron menos en el suicidio e intentaron suicidarse menos después de la transición. Otros estudios han encontrado resultados similares.
Las mujeres trans parecen estar en mayor riesgo que los hombres trans y la población general de morir de suicidio. Sin embargo, los hombres trans tienen más probabilidades de intentar suicidarse que las mujeres trans.
Los trastornos de personalidad son comunes en personas transgénero.
El trastorno de identidad de género (GID, por sus siglas en inglés) estuvo clasificado como una condición psiquiátrica por el DSM IV-TR. El DSM-5 elimina GID y lo reemplaza con 'disforia de género', que algunas autoridades no clasifican como una enfermedad mental. Hasta la década de 1970, la psicoterapia era el tratamiento primario para GID. Sin embargo, hoy el protocolo de tratamiento involucra intervenciones biomédicas, con la psicoterapia por sí sola siendo inusual. Ha habido controversia sobre la inclusión de la transexualidad en el DSM. Una afirmación es que el Trastorno de Identidad de Género de la Infancia se introdujo en el DSM-III en 1980 como una "maniobra de puerta trasera" para reemplazar la homosexualidad, que se eliminó del DSM-II en 1973.

### Hormonas
Las personas transgénero con frecuencia toman hormonas para lograr efectos feminizantes o masculinizantes. Los efectos secundarios del uso de hormonas incluyen un mayor riesgo de coagulación de la sangre, presión arterial alta o baja, azúcar en la sangre elevada, retención de agua, deshidratación, alteraciones electrolíticas, daño hepático, mayor riesgo de ataque cardíaco y accidente cerebrovascular. El uso de hormonas no recetadas es común, pero se sabe poco sobre los riesgos asociados. Un peligro potencial es la transmisión del VIH por compartir agujas. Las hormonas del sexo cruzado pueden reducir la fertilidad.

### Silicona inyectable
Algunas mujeres trans usan silicona inyectable, a veces administrada por laicos, para lograr su físico deseado. Esto se inyecta con mayor frecuencia en la cadera y las nalgas. Se asocia con complicaciones médicas considerables, incluida la morbilidad. Esta silicona puede migrar, causando desfiguración años después. La silicona de grado no médico puede contener contaminantes y puede inyectarse con una aguja compartida. En la ciudad de Nueva York, la inyección de silicona se produce con la frecuencia suficiente como para ser llamada 'epidemia'. Una encuesta de mujeres trans de Nueva York que encontró que el 18% recibía inyecciones de silicona de proveedores del 'mercado negro'.

### Infecciones de transmisión sexual
Las personas trans (especialmente las mujeres trans, ya que se ha descubierto que los hombres trans tienen una tasa de VIH más baja que la población general de los EE. UU.) a menudo se ven obligadas a realizar trabajos sexuales para ganarse la vida, y posteriormente corren un mayor riesgo de ITS, incluido el VIH. Según la Encuesta Nacional de Discriminación Transgénero, el 2.64% de las personas transgénero estadounidenses son VIH positivas, y las trabajadoras sexuales transgénero tienen aproximadamente 37 veces más probabilidades que los miembros de la población estadounidense general de ser VIH positivas. El VIH también es más común en personas trans de color. Por ejemplo, en un estudio realizado por el Instituto Nacional de Salud, más del 56% de las mujeres trans afroamericanas eran VIH positivas en comparación con el 27% de las mujeres trans en general. Esto se ha relacionado con la probabilidad de que las personas trans de color sean trabajadoras sexuales.
En 2012, un metaanálisis de estudios que evalúan las tasas de infección por VIH entre mujeres transgénero en 15 países encontró que las mujeres trans tienen 49 veces más probabilidades de contraer VIH que la población general. Es probable que las personas trans VIH positivas no sean conscientes de su estado. En un estudio, el 73% de las mujeres trans VIH positivas no eran conscientes de su estado.
Las mujeres trans latinoamericanas tienen una prevalencia del VIH del 35%, pero la mayoría de los países latinoamericanos no reconocen a las personas transgénero como población. Por lo tanto, no hay leyes que atiendan a sus necesidades de salud.
Las personas transgénero tienen niveles más altos de interacción con la policía que la población general. El 7% de los estadounidenses transgénero han sido encarcelados simplemente por su identidad/expresión de género. Esta tasa es del 41% para los afroamericanos transgénero. El 16% de los encuestados había sido agredido sexualmente en prisión, un factor de riesgo para el VIH. El 20% de las mujeres trans son agredidas sexualmente en prisión, en comparación con el 6% de los hombres trans. Las mujeres trans de color son más propensas a ser agredidas mientras están en prisión. El 38% de las mujeres trans negras informan haber sido agredidas sexualmente en prisión en comparación con el 12% de las mujeres trans blancas.
En un estudio de San Francisco, el 68% de las mujeres trans y el 55% de los hombres trans informaron haber sido violados, un factor de riesgo para el VIH.

### Abuso de sustancias
Las personas trans son más propensas que la población general a usar sustancias. Por ejemplo, los estudios han demostrado que los hombres trans tienen un 50% y las mujeres trans un 200% más de probabilidades de fumar cigarrillos que otras poblaciones. Se ha sugerido que el consumo de tabaco es alto entre las personas transgénero porque muchos lo usan para mantener la pérdida de peso. En un estudio de personas transgénero, la mayoría tenía antecedentes de consumo de drogas sin inyección con tasas de 90% para la marihuana, 66% para la cocaína, 24% para la heroína y 48% para el crack. Se ha sugerido que las personas transgénero que son más aceptadas por sus familias tienen menos probabilidades de desarrollar problemas de abuso de sustancias.
En el Estudio de Salud Mental Trans 2012, el 24% de los participantes había usado drogas en el último año. La droga más utilizada fue el cannabis. El 19% fumaba actualmente. Un estudio publicado en 2013 encontró que entre una muestra de adultos transgénero, el 26.5% había abusado de medicamentos recetados, más comúnmente analgésicos.

## Salud de las personas de color LGBT
En una revisión de investigaciones, Balmsam, Molina, et al., encontraron que "los temas LGBT se abordaron en 3,777 artículos dedicados a la salud pública; de estos, el 85% omitió información sobre la raza/etnia de los participantes". Sin embargo, los estudios que han señalado la raza han encontrado importantes disparidades de salud entre las personas LGBT blancas y las personas de color LGBT. La investigación de salud LGBT también ha sido criticada por la falta de diversidad en que, por ejemplo, un estudio puede mencionar a las lesbianas, pero muchos grupos étnicos negros y minoritarios no usan el término lesbiana o gay para describirse a sí mismos.

## Educación sanitaria
Varios organismos han pedido una enseñanza dedicada sobre temas LGBT para estudiantes y profesionales de la salud, incluyendo la Organización Mundial de la Salud y la Asociación de Colegios Médicos Americanos. Una revisión sistemática de 2017 encontró que la capacitación dedicada mejoró el conocimiento, las actitudes y la práctica, pero señaló que los programas a menudo tenían una participación mínima por parte de las personas LGBT.